# Divine Brown
Divine Brown, conosciuta anche come Divine Earth Essence (Toronto, 9 settembre 1974), è una cantante canadese.

## Biografia
Nata da genitori giamaicani, Divine Brown è salita alla ribalta nel 2005 con il suo album di debutto eponimo, che ha conquistato un disco d'oro dalla Music Canada con oltre 50 000 copie vendute a livello nazionale. Il successo del disco ha fruttato alla cantante una candidatura ai Juno Awards 2006, il principale riconoscimento musicale canadese, per il miglior artista esordiente.
Nel 2008 è uscito il suo secondo album The Love Chronicles, che ha debuttato al 22º posto nella classifica Billboard Canadian Albums. Il disco ha vinto il premio per il miglior album R&B dell'anno ai Juno Awards 2009. Il singolo apripista Lay It on the Line è stato il suo primo ingresso nella Billboard Canadian Hot 100, dove ha raggiunto la 32ª posizione. Un altro singolo estratto dall'album, Sunglasses, è stato scritto dalla connazionale Nelly Furtado ed è diventato il miglior posizionamento nella classifica canadese per Delaney Brown al 22º posto. Alla fine del 2008 la cantante ha aperto i concerti canadesi dell'Unbreakable Tour dei Backstreet Boys.

## Discografia

### Album in studio
- 2005 – Divine Brown
- 2008 – The Love Chronicles

### Singoli
- 2005 – Old Skool Love
- 2005 – U Shook Me (All Night Long)
- 2005 – Help Me
- 2008 – Lay It on the Line
- 2008 – Meet Me at the Roxy
- 2008 – The Christmas Song
- 2009 – Sunglasses
- 2018 – You Know Me So Well
- 2018 – Love Alibi (con gli 80 Empire e Terry Hunter)
- 2020 – Beautiful Lady (con Gyptian)

#### Come featuring
- 2013 – Completeness (The Decoders feat. Divine Brown)